# 八重野統摩
八重野 統摩（やえの とうま、1988年 -）は、日本の小説家。推理小説家。

## 経歴・人物
本名同じ。北海道札幌市出身。立命館大学経営学部卒業。書店員をしながら執筆を続けていた。2011年、第18回電撃小説大賞に作品を投稿し、落選したものの作品が編集部の目にとまり、翌年メディアワークス文庫よりデビューした。2019年、『ペンギンは空を見上げる』で第34回坪田譲治文学賞を受賞。

## 作品リスト

### 単行本
- 還りの会で言ってやる（メディアワークス文庫、2012年6月）
- プリズム少女 〜四季には絵を描いて〜（メディアワークス文庫、2013年7月）
- 犯罪者書館アレクサンドリア 〜殺人鬼はパピルスの森にいる〜（メディアワークス文庫、2014年4月）
- 終わりの志穂さんは優しすぎるから（メディアワークス文庫、2015年6月）
- ペンギンは空を見上げる（東京創元社 ミステリフロンティア、2018年5月 / 創元推理文庫、2022年9月）
- ナイフを胸に抱きしめて（新潮社、2022年7月）
- 同じ星の下に（幻冬舎、2023年10月）

### 雑誌掲載作品
エッセイなど
- 「一期一衣 ブルマと共に去りぬ」 - 『小説すばる』2019年3月号 掲載
- 「告白します――人生ブレイカーさくら」 - 『小説 野性時代』2022年12月号 掲載